# Vidka (ime)
Vidka je  žensko osebno ime.

## Izvor imena
Ime Vidka je različica ženskega osebnega imena Vida.

## Pogostost imena
Po podatkih Statističnega urada Republike Slovenije je bilo na dan 31. decembra 2007 v Sloveniji število ženskih oseb z imenom Vidka: 13.

## Osebni praznik
Osebe z imenom Vidka lahko godujejo takrat kot Vide.